# Мячин (гміна)
Гміна Мячин, або Мйончин (пол. Gmina Miączyn) — сільська гміна у східній Польщі. Належить до Замойського повіту Люблінського воєводства.
Станом на 31 грудня 2011 у гміні проживало 6157 осіб.

## Площа
Згідно з даними за 2007 рік площа гміни становила 155.91 км², у тому числі:
- орні землі: 83.00%
- ліси: 10.00%

Таким чином, площа гміни становить 8.33% площі повіту.

## Населення
Станом на 31 грудня 2011:
| Опис     | Загалом | Загалом | Чоловіки | Чоловіки | Жінки | Жінки |
| -------- | ------- | ------- | -------- | -------- | ----- | ----- |
| одиниця  | осіб    | %       | осіб     | %        | осіб  | %     |
| все      | 6157    | 100     | 3025     | 49.13    | 3132  | 50.87 |
| міське   | 0       | 100     | 0        |          | 0     |       |
| сільське | 6157    | 100     | 3025     | 49.13    | 3132  | 50.87 |

## Історія
Гміна Волость Мячин утворена в 1867 р. у складі Грубешівського повіту Люблінської губернії Російської імперії. Територія становила 19 603 морги (приблизно 109,8 км²), було 3 998 мешканців.
У 1885 р. до складу волості входили:
1. Францішків
2. Франкамінка — фільварок
3. Горишів Руський — село і фільварок
4. Конюхи
5. Костянтинівка
6. Мячин
7. Міністрівка
8. Намули
9. Рогів
10. Станіславівка
11. Свидники
12. Завалів
13. Жуків

За переписом 1905 р. у волості було 9844 десятини землі (приблизно 107,5 км²), 911 будинків і 4510 мешканців.
У 1912 р. волость разом з повітом перейшла до Холмської губернії.
У 1915 р. перед наступом німецьких військ російською армією спалені українські села і більшість українців були вивезені углиб Російської імперії, звідки повертались уже після закінчення війни. Натомість поляків не вивозили. В 1919 р. після окупації Польщею Холмщини гміна у складі повіту включена до Люблінського воєводства Польської республіки.

## Сусідні гміни
Гміна Мячин межує з такими гмінами: Грабовець, Комарув-Осада, Сітно, Тріщани, Тишівці, Вербковичі.